# Hypsicalotes kinabaluensis
Hypsicalotes kinabaluensis ist eine Echsenart aus der Familie der Agamen, die bisher nur aus der Region des Mount Kinabalu im malaysischen Bundesstaat Sabah, im Norden von Borneo bekannt ist. Die Art gehörte ursprünglich zur Gattung der Schönechsen (Calotes) und wurde im Jahr 2000 in eine eigenständige, monotypische Gattung (Hypsicalotes) verschoben.

## Merkmale
Hypsicalotes kinabaluensis ist eine mittelgroße Agamenart. Männchen erreichen eine Kopf-Rumpf-Länge von 13 bis 14,5 Zentimeter. Die durchschnittliche Länge des Schwanzes liegt bei 230 % der Kopf-Rumpf-Länge (31,5 bis 33,8 Zentimeter), die durchschnittliche Länge der Hintergliedmaßen beträgt 44 % der Kopf-Rumpf-Länge. Im Unterschied zu den Schönechsen sind die Schuppen auf dem Rücken heterogen hinsichtlich ihrer Größe, Form und Anordnung. Sie sind größer als die Bauchschuppen. Unterhalb des Trommelfells befindet sich eine auffällige große Schuppe, deren Durchmesser etwa so groß ist wie der Durchmesser der Augenhöhlen (Orbita). Die Schuppen auf der Kopfunterseite sind in Form und Größe extrem heterogen. Nacken- und Rückenkamm sind durch eine Einbuchtung deutlich voneinander getrennt. Der Rückenkamm setzt sich auf dem Schwanz fort. Männchen besitzen einen gut entwickelten Kehlsack der mit kleinen, heterogen geformten Schuppen besetzt ist, an seinen Rändern allerdings lange, lanzettförmige Schuppen aufweist. Der Schwanz ist unmittelbar hinter der Basis dicker als direkt an der Basis. Der hinterer Schwanzabschnitt ist stark abgeflacht. Der Rücken und die Gliedmaßen von Männchen und Weibchen sind grünlich gefärbt, wobei einige graue, braune oder türkisfarbene Flecken vorhanden sein können. Weibchen können bei Erregung eine bräunliche Färbung annehmen. Die Unterseite ist braun mit grüne oder helle Punkten. Der Kehlsack ist bräunlich bis grünlich gefärbt. Die Zunge der Weibchen ist gelblich, die der Männchen ist fleischfarben.

## Lebensraum, Lebensweise und Gefährdung
Bisher wurden nur fünf Exemplare der Art am Mount Kinabalu im Norden von Borneo gefunden. Eins wurde in einer Höhe von 900 Metern über dem Meeresspiegel gefangen. Ihr Verhalten ist bisher unerforscht. Die IUCN macht keine Angaben über eine eventuelle Gefährdung der Art, da zu wenig Daten vorliegen.